# 安達潮花
安達 潮花（あだち ちょうか、明治20年（1887年）12月11日 - 昭和44年（1969年）6月5日）は、華道家。いけばな安達式挿花創流者、いけばな近代化の先駆者。広島県豊田郡内海村跡（現在の呉市安浦町安登）生まれ。本名：良雄。

## 来歴・人物
安浦町浄念寺に生まれる。7歳から池坊のいけばなを習いはじめ、忠海中学（現・広島県立忠海高等学校）から早稲田大学政経学部に進むが中退し花の道に進む。形式美だけを追う当時の華道界をきらい、「一切の因習、定型を捨てて模倣をなさず」と飾花を提唱、生花を傷花として退け、大正6年（1917年）安達式挿花を興した。西洋花弁装飾に触発された家庭いけばなを創案、洋風化し始めた生活様式に合う近代花として人気を博し、上流の婦人たちの大きな支持を得た。花型の規格や教授法の合理化と相まって、大正期のいけ花界に目覚ましい発展を示す。
大正元年（1912年）、入場料1円という有料の飾花展を開いたり、剣山の使用、花型を洋裁同様のデザイン意識で型紙化するなど数々の新機軸を打ち出した。また教授方法でも新しい挿花指導のカリキュラムを確立、諸流派の指導方法に与えた影響は大きかった。昭和11年（1936年）には、東京青山に日本で初めてのいけばな学校「安達式挿花芸術学園」を開校。テキストを使って指導し一年で免許が取れるなど従来の華道界には無い画期的な指導を行い、いけばなのスクール学習の先鞭をなした。また婦人雑誌やラジオにもいち早く進出、いけ花の近代化と大衆化を図った。
戦後は勅使河原蒼風（草月流）らが興した前衛生け花に抜かれ、更に後継者と期待した長女、曈子の離反と晩年は不遇だった。
昭和44年(1969年)6月5日死去。享年81。
後を継いだ長男の良昌は昭和55年（1980年）、49歳で急死。「花芸安達流」を創流していた長女の曈子が自流に安達式を吸収し現在に至る。なお曈子も2006年3月10日死去している。
また潮花は椿愛好家としても有名で、日本で最初に椿の香りに注目した人物ともいわれている。自らも様々な貴重品種を収集していたが、昭和47年（1972年）、椿を社章とする資生堂が創立100周年記念事業として買い取り、横浜市青葉区 のこどもの国に寄贈、現在つばきの森には、ツバキ・サザンカの仲間が約600種、7000本あり、愛好家の間でも椿の名所として知られている。

## 著書
- 『盛花投入大鑑』泰山房 1918
- 『おんな歳時記』産業経済新聞社出版局 1961